# Aporosa antennifera
Aporosa antennifera là một loài thực vật có hoa trong họ Diệp hạ châu. Loài này được (Airy Shaw) Airy Shaw mô tả khoa học đầu tiên năm 1975.